# Stazione di Ponte di Piave
Stazione di Ponte di Piave vasútállomás Olaszországban, Veneto régióban, Ponte di Piave településen.

## Vasútvonalak
Az állomást az alábbi vasútvonalak érintik:
- Treviso-Portogruaro-vasútvonal

## Kapcsolódó állomások
A vasútállomáshoz az alábbi állomások vannak a legközelebb: 
- Stazione di Oderzo
- Stazione di Fagarè